# Niegowa (gmina)
Pour les articles homonymes, voir Niegowa (homonymie).
La gmina de Niegowa est une commune rurale de la voïvodie de Silésie et du powiat de Myszków. Elle s'étend sur 87,57 km2 et comptait 5 764 habitants en 2006. Son siège est le village de Niegowa qui se situe à environ 14 kilomètres au nord-est de Myszków et à 57 kilomètres au nord-est de Katowice.

## Villages
La gmina de Niegowa comprend les villages et localités d'Antolka, Bliżyce, Bobolice, Brzeziny, Dąbrowno, Gorzków Nowy, Gorzków Stary, Ludwinów, Łutowiec, Mirów, Moczydło, Mzurów, Niegowa, Niegówka, Ogorzelnik, Postaszowice, Sokolniki, Tomiszowice, Trzebniów et Zagórze.

## Gminy voisines
La gmina de Niegowa est voisine des gminy d'Irządze, Janów, Kroczyce, Lelów, Włodowice et Żarki.